# Secret Smile
Secret Smile è una miniserie TV in due parti del 2005, diretta da Christopher Menaul e basata sull'omonimo romanzo di Nicci French. David Tennant interpreta il ruolo di un uomo ossessionato dalla sua ex (Kate Ashfield), che dopo essere stato lasciato, cerca la sua vendetta insinuandosi nella vita di lei per manipolarne la famiglia e gli amici.
Prodotta dalla Canada TV e dalla Granada Drama, è stata trasmessa in Gran Bretagna dalla ITV. Le riprese sono state effettuate ad Acton ed Ealing (Londra, Inghilterra).

## Trama
Miranda Cotton e Brendan Block si conoscono alla festa di compleanno di David, ed iniziano subito una relazione. Dopo soli dieci giorni, però, Miranda decide di mettere fine al loro rapporto, trovando intollerabile l'attitudine di Brendan a violare la sua privacy. Quest'ultimo, infatti, presa una chiave di riserva, si era introdotto nel suo appartamento e frugato fra le sue cose, leggendo perfino il suo vecchio diario.
Un mese dopo, Kerry, la sorella di Miranda, la invita a pranzo fuori e, un po' intimidita, le confessa che sta frequentando un suo ex. Si tratta di Brendan, che arrivato poco dopo, con fare disinvolto e sicuro di sé, rassicura Miranda dicendole di essere sinceramente innamorato della sorella.
In breve tempo, Brendan conquista l'affetto della famiglia Cotton, in particolare quello di Troy, il fratello minore di Miranda e Kerry, che soffre di una psicosi maniaco-depressiva, e sul quale sembra avere un'influenza positiva. L'improvviso annuncio delle nozze con Kerry rafforza ancora di più la sua posizione all'interno della famiglia, mentre Miranda diventa, al contrario, sempre più sospettosa e non vede di buon occhio la frequentazione fra Brendan e Troy. La situazione diventa ancora più insostenibile dopo il trasloco di Kerry e Brendan nell'appartamento di Miranda, che nel vano tentativo di far comprendere a parenti ed amici le manipolazioni del suo ex, manda all'aria la sua nuova relazione con David. Quando il fragile fratello Troy si suicida, gettandosi giù da una finestra, il sospetto che Brendan possa averlo indotto in qualche modo a compiere quel gesto inizia a tormentare Miranda.
I Cotton devono finalmente ricredersi sul conto di Brendan quando quest'ultimo scarica Kerry il giorno delle nozze, per sposare Laura, la migliore amica di Miranda, conosciuta al funerale di Troy. Tre mesi dopo il matrimonio, Laura chiama Miranda chiedendole un incontro, ma all'appuntamento si presenta Brendan che le intima di star fuori dal suo matrimonio. Dopo aver provato invano a contattare telefonicamente l'amica per avere una spiegazione, Miranda decide di raggiungerla a casa, dove con orrore ne scopre il corpo senza vita nella vasca da bagno. La polizia archivia il caso come un incidente, dopo aver constatato che la vittima era ubriaca e non presentava alcun segno di violenza.
Preso possesso dei beni della moglie, Brendan consegna a Miranda gli effetti personali di Laura e si trasferisce altrove, senza accorgersi però di aver lasciato alcuni documenti compromettenti. Miranda inizia ad indagare sul suo inquietante passato e riesce a rintracciarlo nella sua nuova abitazione, dove adesso vive con un'altra donna, Naomi. Preoccupata per quest'ultima, prova a metterla in guardia circa la natura violenta e possessiva di Brendan, il quale però per evitare ulteriori intromissioni nella sua vita privata, chiede ed ottiene un ordine restrittivo nei confronti di Miranda. La nuova relazione di Brendan inizia presto a deteriorarsi e quando Naomi capisce di essere realmente in pericolo, chiede l'aiuto di Miranda che la nasconde dalla sorella Kerry.
Brendan è furioso ed irrompe nell'appartamento di Miranda, convinto di trovarvi Naomi. Lei si mostra sorpresa e cerca di essere accomodante, offrendogli un bicchiere di vino. Brendan accetta e i due parlano brevemente dei passati eventi, ma quando vede respinte le sue avances, perde del tutto il controllo e dopo aver abusato di lei, la insegue nel bagno dicendole che non può lasciarla andare.
Il giorno seguente, un collega di Miranda trova la porta dell'appartamento aperta, oltre ad evidenti tracce di sangue e del nastro adesivo in bagno. Brendan è sospettato di omicidio, ma nega ogni accusa pur ammettendo di aver visto Miranda la sera prima, dopo essere stato invitato ad entrare nel suo appartamento. Non rilevando alcuna traccia di DNA appartenente a Miranda né nell'abitazione tantomeno nell'auto di Brendan, la polizia è costretta a rilasciarlo.
Naomi torna nell'appartamento di Brendan per prendere le sue cose, dove riesce a recuperare le chiavi di casa di Miranda, di cui lui era ancora in possesso. Consegnate alla polizia ed esaminate, le chiavi presentano tracce di sangue compatibili col DNA di Miranda oltre alle impronte digitali di Brendan, che viene nuovamente arrestato e questa volta processato. Nonostante continui a proclamarsi innocente, il giudice lo condanna a vita per l'omicidio di Miranda.
Sei mesi più tardi, i Cotton, dopo aver ricevuto dei biglietti aerei per l'Australia da parte di Naomi, che chiede loro di raggiungerla, non riescono a credere ai loro occhi quando all'aeroporto trovano ad aspettarli Naomi e Miranda.
Le due donne, infatti, avevano inscenato un falso omicidio per riuscire a sottrarsi alla follia del loro ex. Miranda aveva messo della droga nel vino offerto a Brendan, che era svenuto subito dopo averla inseguita in bagno; quindi, aveva sparso nella vasca e sul pavimento il sangue che Naomi le aveva aspirato con una siringa, e sporcato dello stesso sangue la copia delle chiavi di Brendan, con impresse le sue impronte; infine, fingendosi Laura, era partita per l'Australia, dove aveva iniziato una nuova vita.
Mentre la famiglia di nuovo riunita festeggia, il pensiero di Miranda va al fratello Troy, l'unico assente.